# Кастеллуччо-Супериоре
Кастеллуччо-Супериоре (итал. Castelluccio Superiore) — коммуна в Италии, расположена в регионе Базиликата, подчиняется административному центру Потенца.
Население составляет 992 человека, плотность населения составляет 31 чел./км². Занимает площадь 32 км². Почтовый индекс — 85040. Телефонный код — 0973.
Покровительницей коммуны почитается святая Маргарита Антиохийская, празднование 20 июля.